# Robert Earl Hughes
Robert Earl Hughes Jr., né le 4 juin 1926 et mort le 10 juillet 1958, est un Américain qui détenait le record de l'homme le plus lourd au monde avec 483 kg.

## Biographie
Robert Earl Hughes Jr. est le fils de fermiers, Robert Earl Hughes Sr. (1890-1974) et Margaret G. Robenson (1893-1993).
Robert Jr. pèse 5,3 kg à la naissance, 100 kg à 7 ans, 170 kg à 10 ans, 225 kg à 12 ans et, à 20 ans, il dépasse les 320 kg. Toutes les tentatives de régimes échouent. Un promoteur lui propose un contrat pour apparaître dans des shows télévisés, mais aucune compagnie aérienne ne l'accepte à bord, et il doit voyager dans un avion de fret.
Il meurt à 32 ans d'un arrêt cardiaque lors d'une crise d'urémie, ayant été traité sur le parking de l'hôpital, les secours ne pouvant le faire rentrer dans l'hôpital à cause de son poids. Les médecins ont demandé l'autorisation de faire une autopsie, ce qui leur a été refusé. Un cercueil spécial renforcé d'acier a du être fabriqué sur mesure (et non pas un piano comme indiqué par erreur dans le Guinness Book). Plus de 2 000 personnes assistent à ses funérailles. Il est enterré dans le petit cimetière de Benville (Illinois) (en). Sur sa tombe figure l'inscription « Robert Earl Hughes / june 4, 1926–july 10, 1958 / world’s heaviest man / weight 1,041 pounds. »,, soit environ 472 kg.